# Brittiska Västindien

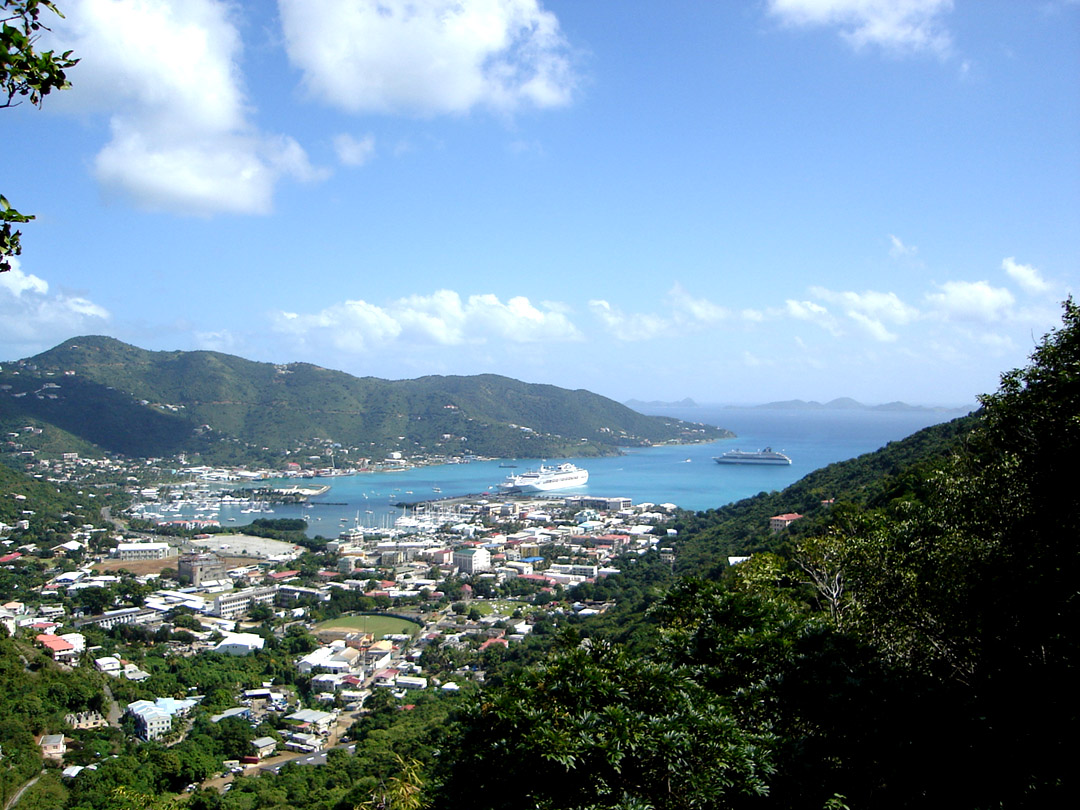
Road Town, Tortola.

Brittiska Västindien (engelska: British West Indies) var en term som användes för att beskriva öarna i och kring Västindien som var en del av Brittiska imperiet. Termen används ibland för att inkludera Brittiska Honduras och Brittiska Guyana trots att dessa områden inte geografiskt är en del av Västindien.
Från och med 1912 var Brittiska Västindien indelad i åtta kolonier: Bahamas, Barbados, Brittiska Guyana, Brittiska Honduras, Jamaica (med dess underlydande områden Turks- och Caicosöarna och Caymanöarna), Trinidad och Tobago, Lovartöarna samt Läöarna. Mellan 1958 och 1962 var alla öregioner utom Brittiska Jungfruöarna, Bahamas, Brittiska Honduras och Brittiska Guyana organiserade i Västindiska federationen. Man hoppades att federationen skulle bli självständigt som en enda nation men den hade begränsad makt, många praktiska problem och en brist på folkligt stöd. Följaktligen upplöstes Västindiska federationen. De flesta av de territorier, inklusive alla de större, är nu självständiga som separata länder med medlemskap i många internationella forum såsom Organization of American States, Association of Caribbean States, Världshandelsorganisationen, Förenta Nationerna, Karibiska gemenskapen, Samväldet och Caribbean Development Bank med fler. Resten är brittiska utomeuropeiska territorier. Alla de tidigare nationerna i det Brittiska Västindien utom Samväldet Dominica, Guyana och Trinidad och Tobago är Samväldesriken.

## Territorier
De områden som ingick i Brittiska Västindien var (datum för självständigheten, i förekommande fall, inom parentes):
- Anguilla (brittiskt utomeuropeiskt territorium)
- Antigua och Barbuda (1981)
- Bahamas (1973)
- Barbados (1966)
- Belize (tidigare Brittiska Honduras) (1981)
- Bermuda (brittiskt utomeuropeiskt territorium)
- Brittiska Jungfruöarna (brittiskt utomeuropeiskt territorium)
- Caymanöarna (brittiskt utomeuropeiskt territorium)
- Dominica (1978)
- Grenada (1974)
- Guyana (tidigare Brittiska Guyana) (1966)
- Jamaica (1962)
- Montserrat (brittiskt utomeuropeiskt territorium)
- Saint Kitts och Nevis (1983)
- Saint Lucia (1979)
- Saint Vincent och Grenadinerna (1979)
- Trinidad och Tobago (1962)
- Turks- och Caicosöarna (brittiskt utomeuropeiskt territorium)